# Ryan Christensen
Ryan Christensen (Hamilton, 12 settembre 1996) è un ciclista su strada neozelandese, attivo come Elite UCI dal 2018 al 2023; dal 2024 corre con il team dilettantistico Foran Construction CC.

## Palmarès

### Strada
- 2015 (Dilettanti)

5ª tappa Tour de Nouvelle-Calédonie (Moindou > Montfaoué)
7ª tappa Tour de Nouvelle-Calédonie (Ouégoa > Ouaieme)

#### Altri successi
- 2015 (Dilettanti)

Classifica scalatori Tour de Nouvelle-Calédonie
- 2016 (Dilettanti)

Classifica a punti New Zealand Cycle Classic
- 2022 (Bolton Equities Black Spoke Pro Cycling)

1ª tappa New Zealand Cycle Classic (Masterton, cronosquadre)

## Piazzamenti

### Competizioni mondiali
- Campionati del mondo su strada

Innsbruck 2018 - In linea Under-23: 79º
Glasgow 2023 - In linea Elite: 48º
- Campionati del mondo gravel

Veneto 2022 - Elite: 101º
Veneto 2023 - Elite: 61º